# El cementerio judío, (Ruysdael, Dresde)
El cementerio judío es una pintura al óleo sobre lienzo de 84 cm por 95 cm realizada hacia 1655 por el pintor holandés Jacob van Ruysdael. Se conserva en la pinacoteca de Dresde.

## El tema

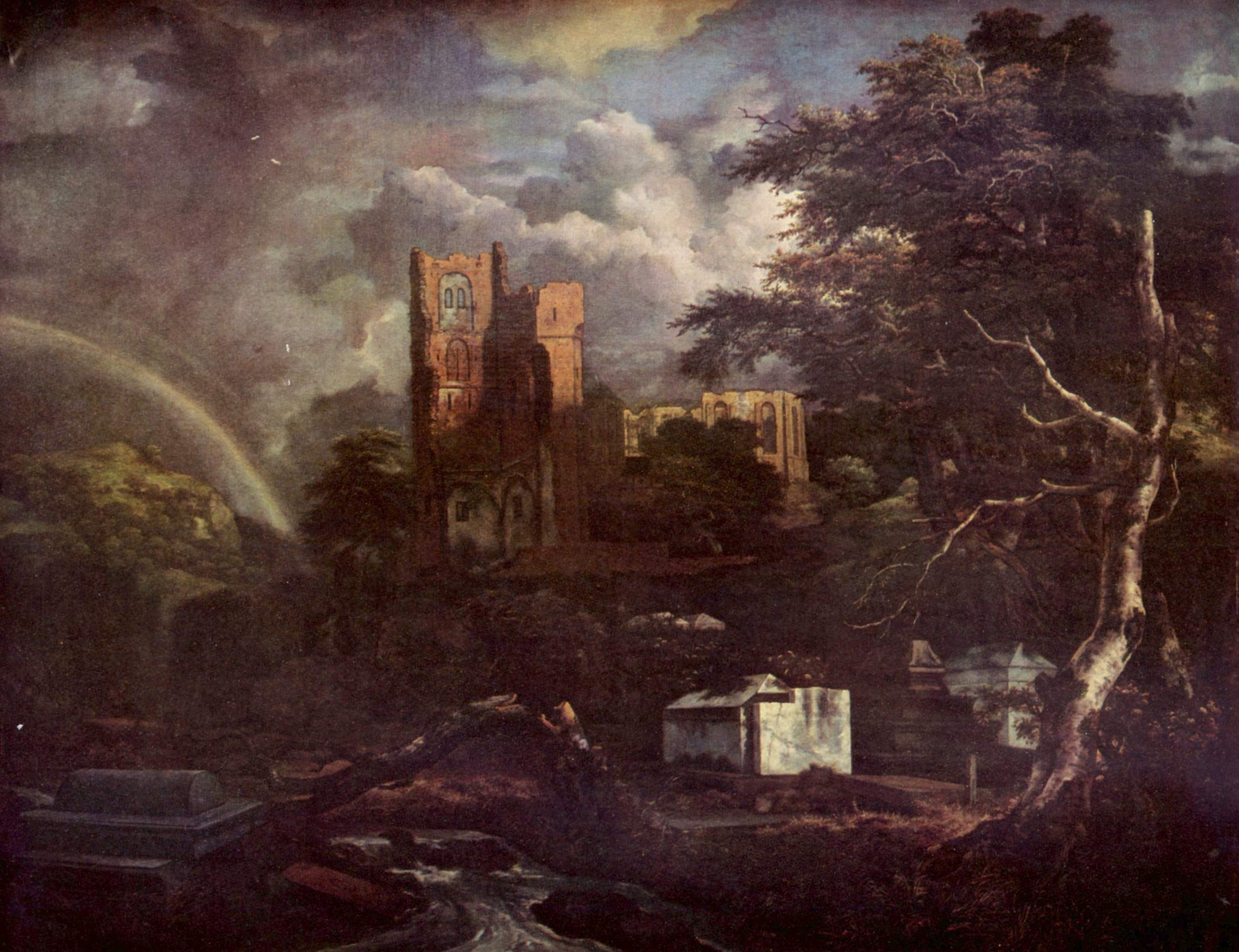
El cementerio judío, obra posterior del mismo autor, Detroit Institute of Arts, 1660.

La escena de este cementerio judío, inspirada en el de Beth Haim de judíos portugueses de Ámsterdam es imaginaria. Lo que interesa al artista es poner de relieve las fuerzas de la naturaleza y el tiempo. El pintor crea una atmósfera de tristeza infinita que parece indicar que nada es duradero en este mundo, empezando con el ser humano. Esta declaración amarga termina con la certeza de la muerte deprimente que se aplica a todo el mundo. 
Ruysdael plasma estas sensaciones en muchas de sus obras, no solo con la representación, como en este caso de tumbas, a veces rotas, sino también árboles caídos y otras alusiones simbólicas.
Alrededor de 1660, Van Ruisdael también pintó otra versión, El cementerio judío, muy similar, que se conserva en el Detroit Institute of Arts.